# Japán oktatás
Japánban a tanítás április 1-jén kezdődik, és március 31-éig tart. A 2002-es reformig 210 tanítási nap volt egy évben, amit általában még kiegészítettek 30 nappal, amit iskolai rendezvényekre, sportnapokra használtak fel. Ekkoriban szombaton is be kellett járniuk a diákoknak. 2002-ben csökkentették le a heti oktatási napok számát ötre, és csak néhány elit iskola rendeli be diákjait szombatra. Így az éves tanítási napok száma lecsökkent 195-re. (Az összehasonlítás végett: Magyarországon 181 tanítási nap a kötelező.) A tankönyveket az állam fizeti egészen addig, míg be nem fejezi a diák a tanulmányait. Az iskolák 90%-ának van jól felszerelt tornaterme, és 75%-a mellett található úszómedence. Másrészt nagy hangsúlyt fektetnek arra, hogy a tanulók megtanuljanak csapatban dolgozni. Fontosnak tartják, hogy diákjaik büszkék legyenek iskolájukra és tudásukra. Minden osztályban létezik egy osztályelnök, ő választja ki a különböző tisztségeket betöltő társait.

## Óvoda
A japán oktatás komplex, jól megszervezett rendszerét az óvoda készíti elő. A gyermekek 3-5 éves korig járhatnak ide. Az első óvodát 1876-ban alapították azzal a céllal, hogy segítse a gyermekek beilleszkedését a társadalomba. Érdekességnek számít, hogy az óvodások és a kisiskolások is gyakran nevelnek állatkákat az intézmények udvarában (tyúkokat, nyulakat).

## Általános iskola
Minden japán gyermek 7 évesen kezdi az elemi tanulmányait, ezen iskolák nagy része állami, és mindössze 1%-nyi a magániskola. Az osztályok itt viszonylag nagy létszámúak, 31 fő az átlag. A diákok kisebb csoportokra vannak osztva, ez főként fegyelmi és tanulmányi okokból van így. A fegyelem tökéletes, és már itt elkezdődik a felelősségérzet fejlesztése, és az odaadásra való nevelés. A diákok az osztályteremért és az iskoláért képesek áldozatot vállalni, és ez a tulajdonság a későbbiekben a munkahelyükön is kitartást ad nekik.

## Középiskola

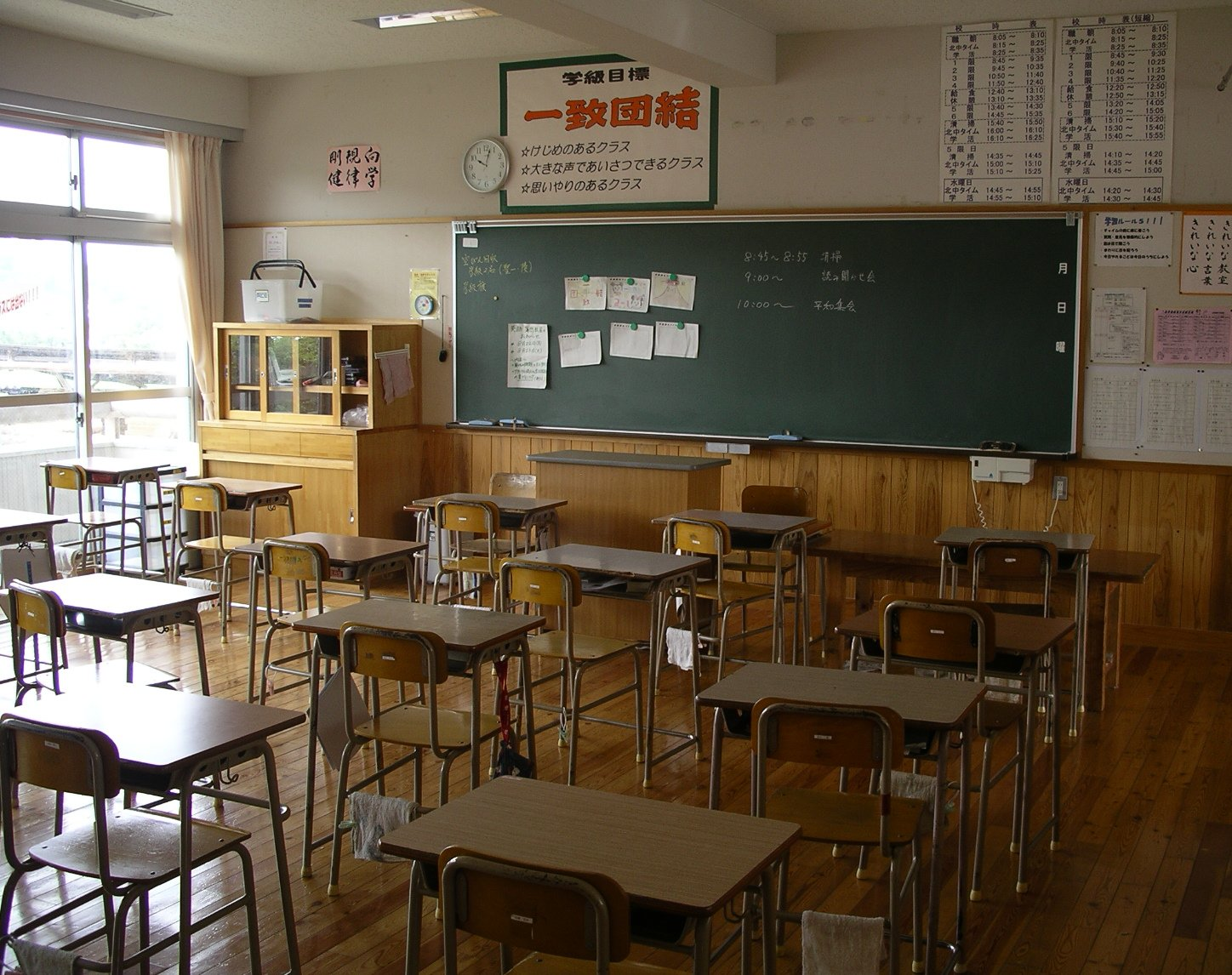
Egy tipikus gimnáziumi tanterem

A középiskolai oktatásnak két része van: az alsó tagozat (alsó-középiskola, 中学校, Chūgakkō) és a felső tagozat (felső-középiskola vagy gimnázium, 高校, Kōkō). Előbbi a 12-15 éves korosztályra terjed ki, míg utóbbit a 15-18 évesek látogatják. Ebből az alsó tagozat kijárása a kötelező. Tehát nem korhoz kötik a tankötelességet, mint hazánkban, hanem a teljesítményhez. Mindenki köteles eljutni legalább a felső tagozatig. Így nem fordulhat elő az a helyzet, hogy valaki csak hat osztályt végez, mivel már betöltötte a 18. életévét, és például Magyarországon már nem tanköteles. Japánban még az is csak nagyon ritkán fordul elő, hogy valaki nem végzi el az egész középiskolát. A diákok több, mint 90%-a megteszi ezt, és 40%-uk diplomázik le egyetemen vagy főiskolán. A felsőoktatás szempontjából kialakult egy nemek közötti különbség, mely abban mutatkozik meg, hogy a nők inkább 2 éves főiskolára, míg a férfiak 4 éves egyetemre jelentkeznek.  Sajnos karrierépítésre nem igen jut idejük. Ha mégis, akkor elhanyagolják gyermekeiket, és nem ritka, hogy már egyéves koruktól gondoztatják őket. Míg az előbbiekben tárgyalt általános iskolában 60%-ban nők tanítanak, addig a középiskolát 99%-ban férfi tanárok oktatják a diákokat. Az alsó tagozat ingyenes, de a további oktatásért fizetni kell. Ez magyar pénzbe átszámolva kb. 500 000 Ft évente, de a magániskolák ennek kétszeresét is elkérhetik. Annak a 94%-nak, amely beiratkozik a felső tagozatba, a 24%-a már magántanulóként vesz részt az oktatásban. Átlagosan a tanulók 2-2,5%-ától búcsúznak el időnek előtte, és a végzősök körülbelül 88%-a vizsgázik sikeresen.
Az iskolák nagy gondot fordítanak arra, hogy senki ne ronthassa intézményük hírnevét. Sokkal ritkábban látni dohányzó, alkoholizáló vagy netán kábítószer hatása alatt lévő diákokat. Amennyiben ez mégis megtörténne, mivel az iskola egyenruháját viseli a tanuló, rögtön összekapcsolnák az intézménnyel, és az beszennyezné annak presztízsét. Az iskolák és a diákok is tisztelik, és megbecsülik a tanárokat. Nagyon jó fizetést kapnak, hiszen tőlük függ a legújabb generáció műveltsége, tudása. Amennyiben egy diák rendszeresen az iskola mellé jár, a tanár személyesen keresi fel, és közli vele mulasztásának körülményeit.

## Főiskola és egyetem
Főiskolákra és egyetemekre (大学, Daigaku) felvételi vizsga alapján lehet bekerülni. Legnépszerűbbek a Kiotó és Tokió egyetemek, melyek neves állami iskolák. Itt már gyakrabban előfordul, hogy valaki a privát felsőoktatást választja, de még mindig az állami a legjellemzőbb. Ha Japánban valakinek sikerül teljesítenie egy egyetemet vagy főiskolát, szinte biztosra veheti, hogy nem kell félnie a munkanélküliségtől. Ha nem is sikerül elhelyezkednie magától, akkor az iskolával szerződésben álló cégnél kaphat munkát. Jelentős a túljelentkezés a felsőoktatásba, így sokan lecsúsznak a továbbtanulásról, ők általában várnak egy évet. Őket hívják roninoknak, mely gazdátlan szamurájt jelent. Az, aki így jár sem szabad, hogy hitét veszítse. Lehetősége van arra, hogy magániskolába járjon, ahol felkészítik őt a későbbi vizsgákra. Ez olyan gyakran előfordul, hogy nyilván is tartják ezt az extra évet a felsőoktatásban. A 90-es években a tanulók majd 40%-a választotta a közgazdaságtant, beleértve a jogot és a vállalkozástant. 19% ment mérnöki szakra, 15% választott egyéb humán szakot, és mintegy 7% ment tanárnak. 1991-ben 27% volt a női hallgató az egyetemeken, és ez a szám a mai napig csak emelkedik.

## Oktatási szünetek
A nyári szünet 40 napos, és általában július 20-ától szeptember 1-jéig tart. A téli és a tavaszi szünet közel 10 napos, december 26-tól  január 6-ig, illetve március 25-től április 5-ig tart. A tanév a tavaszi szünet után kezdődik.